# Карлок (Илиноис)
Карлок (енгл. Carlock) град је у америчкој савезној држави Илиноис.

## Демографија
По попису из 2010. године број становника је 552, што је 96 (21,1%) становника више него 2000. године.
| Група             | 2000.       | 2010.       |
| Белци             | 442 (96,9%) | 495 (89,7%) |
| Афроамериканци    | 1 (0,2%)    | 42 (7,6%)   |
| Азијати           | 7 (1,5%)    | 3 (0,5%)    |
| Хиспаноамериканци | 3 (0,7%)    | 9 (1,6%)    |
| Укупно            | 456         | 552         |